# København Håndbold
El København Håndbold es un club de balonmano femenino de Copenhague.

## Palmarés
- Liga de Dinamarca de balonmano femenino (1):
  - 2018
- Supercopa de Dinamarca (1):
  - 2018

## Plantilla 2019-20
|  | Porteras - 1 Johanna Bundsen - 12 Siri Yde - 16 Amalie Milling Extremos izquierdos - 3 Louise Føns - 8 Olivia Mellegård - 23 Marie Wall Extremos derechos - 19 Debbie Bont - 34 Andrea Hansen Pivotes - 5 Linn Blohm - 18 Maria Lykkegaard | Laterales izquierdos - 7 Nyala Krullaars - 49 Aimée von Pereira - 78 Paulina Uścinowicz Centrales - 9 Larissa Nusser - 90 Mia Rej Laterales derechos - 10 Maria Hjertner - 20 Anne Cecilie de la Cour - 22 Hanna Blomstrand |